# Cantón de Saint-Symphorien-de-Lay
El cantón de Saint-Symphorien-de-Lay era una división administrativa francesa, que estaba situada en el departamento de Loira y la región de Ródano-Alpes.

## Composición
El cantón estaba formado por dieciséis comunas:
- Chirassimont
- Cordelle
- Croizet-sur-Gand
- Fourneaux
- Lay
- Machézal
- Neaux
- Neulise
- Pradines
- Régny
- Saint-Cyr-de-Favières
- Saint-Just-la-Pendue
- Saint-Priest-la-Roche
- Saint-Symphorien-de-Lay
- Saint-Victor-sur-Rhins
- Vendranges

## Supresión del cantón de Saint-Symphorien-de-Lay
En aplicación del Decreto n.º 2014-260 de 26 de febrero de 2014, el cantón de Saint-Symphorien-de-Lay fue suprimido el 22 de marzo de 2015 y sus 16 comunas pasaron a formar parte; trece del nuevo cantón de Le Coteau y tres del nuevo cantón de Charlieu.